# Sais-tu que les coquelicots...
Pour plus de détails, voir Fiche technique et Distribution.
Sais-tu que les coquelicots... (Lo sai che i papaveri...) est une comédie italienne réalisée par Vittorio Metz et Marcello Marchesi et sortie en 1952.

## Synopsis
Sans le savoir, le respectable instituteur Gualtiero mène une double vie, celle de Walter, qui fréquente les boîtes de nuit tous les soirs. Alors que Gualtiero est fiancé à une collègue enseignante, Anna, Walter est un coureur de jupons. Pierina, l'une de ses élèves qui a le béguin pour lui, découvre ses visites nocturnes et le cherche. Ils vivent une histoire d'amour, mais le jour, il ne se souvient de rien. Il finit par consulter un psychiatre qui lui révèle qu'il a une double personnalité, avec des traits de caractère très contrastés hérités de chacun de ses parents.

## Fiche technique
- Titre italien : Lo sai che i papaveri...[1]
- Titre français : Sais-tu que les coquelicots...[2]
- Réalisateur : Vittorio Metz et Marcello Marchesi
- Scénario : Vittorio Metz et Marcello Marchesi
- Photographie : Riccardo Pallottini (it)
- Montage : Franco Fraticelli
- Musique : Vittorio Mascheroni
- Décors : Marcello Marchesi
- Production : Nicola Naracci, Angelo Mosco
- Société de production : Excelsa Film
- Pays de production :  Italie
- Langue originale : italien
- Format : Noir et blanc - 1,37:1 - Son mono - 35 mm
- Durée : 90 minutes
- Genre : Comédie
- Dates de sortie :
  - Italie : 1952 (visa délivré le 30 avril 1952[1])
  - France : 26 janvier 1955

## Distribution
- Walter Chiari : Gualtiero / Walter
- Anna Maria Ferrero : Pierina Zacchi
- Carlo Campanini : Le père de Pierina
- Franca Rame : Silvana
- Raimondo Vianello : psychanalyste
- Mario De Simone : camarade de classe
- Lauro Gazzolo : directeur d'école
- Guglielmo Inglese : concierge Elia
- Luisa Rossi : Anna Butti
- Bruno Smith : gérant de la boîte de nuit
- Belle Tildy : Jeannette D'Aubry (blonde de la boîte de nuit)
- Mimmo Poli : Cherubino
- Franco Pastorino : Rinaldo
- Galeazzo Benti :
- Rossana Galli :
- Furio Meniconi : trafiquant de drogue